# Telén
Telén est une localité rurale argentine située dans le département de Loventué, dans la province de La Pampa. Sa zone rurale s'étend sur une petite portion du département de Chalileo,.

## Toponymie
Telen vient de la langue Gününün a yajüch du peuple Gününün a küna (appelé familièrement Pampas Hets ou Tehuelches du nord) et en orthographe correcte s'exprime par tülün : « Forêt ». En fait, il s'agit de la partie la plus méridionale de la forêt pampeano-sanluiseño.

## Histoire
La ville de Telén a été fondée en 1895 par son fondateur, le franco-argentin Alfonso Capdeville (1854 à Classun de Landas - 28 janvier 1920 à El Sosneado), qui a acheté 5 000 ha de terres à 10 km au sud-ouest de Victorica, où il a construit son estancia, alors qu'il était maire de la municipalité de Victorica (créée en 1888) depuis 1891.
Après une révolte municipale le 28 janvier 1899, au cours de laquelle deux personnes sont mortes, en raison de désaccords avec les autorités policières locales, il s'installe définitivement à Telén, et finit par construire ses champs le 26 octobre 1901, date officielle de la fondation de la ville.6 La même année, il ouvre une maison de commerce.
C'est Capdeville qui a obtenu l'extension du chemin de fer de l'Ouest jusqu'à Telén, qui arrivera le 24 mai 1908. Avec l'arrivée du train, elle acquerra bientôt le statut de municipalité.

## Démographie
La localité compte 1 240 habitants (Indec, 2010), soit un déclin de 4,6 % par rapport au précédent recensement de 2001 qui comptait 1 301 habitants.